# Ruta metabòlica

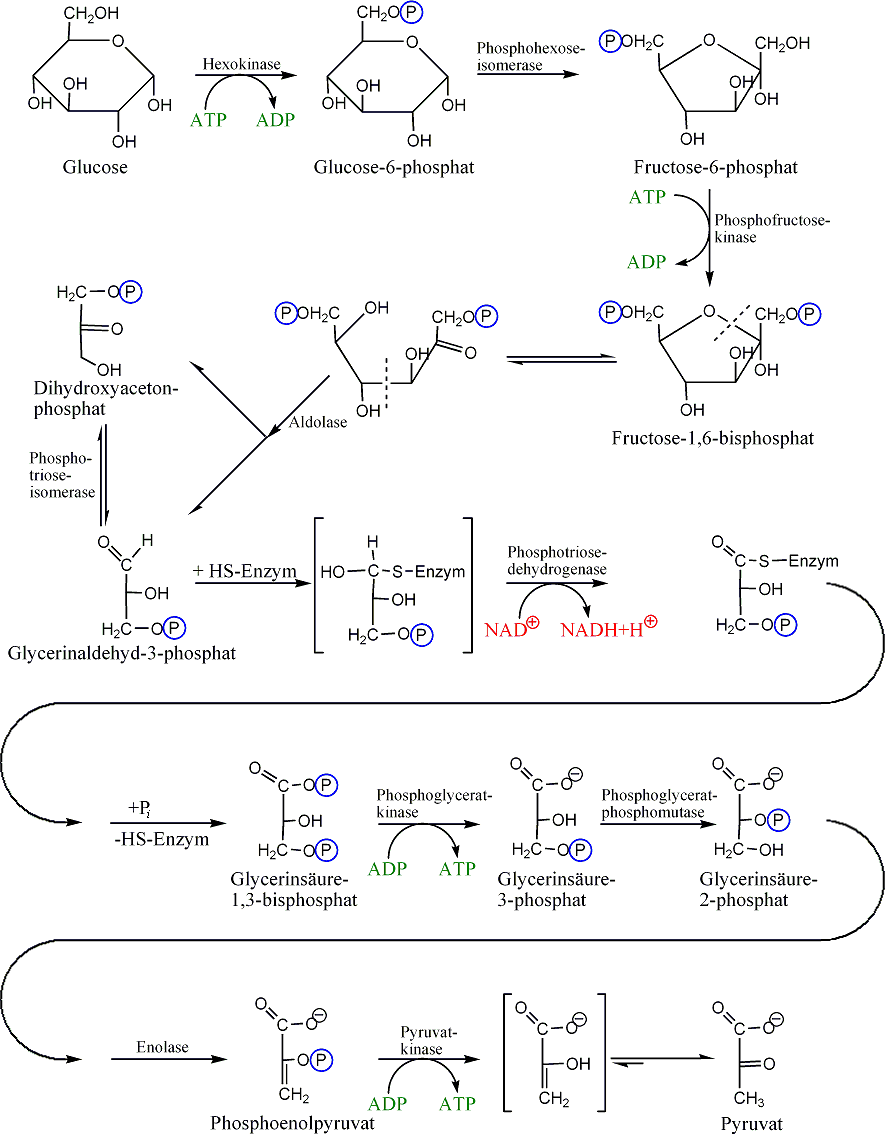
La glucòlisi, un exemple de ruta metabòlica en què es transforma una molècula de glucosa en dues molècules de piruvat, i es genera energia ATP i poder reductor (NADH).

En bioquímica, una ruta metabòlica o via metabòlica és una seqüència de reaccions químiques que condueixen d'un substrat inicial a un o diversos productes finals, a través d'una sèrie de metabòlits intermediaris. Per exemple, a la ruta metabòlica que inclou la següent seqüència de reaccions:
A és el substrat inicial, E és el producte final, i B, C, D són els metabòlits intermediaris de la ruta metabòlica.
Les diferents reaccions de les rutes metabòliques són catalitzades per enzims i tenen lloc a l'interior de les cèl·lules. Moltes d'aquestes rutes són altament complexes i impliquen una modificació pas a pas de la substància inicial per a donar-li la forma del producte amb l'estructura química desitjada.
Totes les rutes metabòliques estan interconnectades i moltes manquen de sentit per si soles; tanmateix, a causa de l'enorme complexitat del metabolisme, la seva subdivisió en sèries relativament curtes de reaccions en facilita la comprensió. Moltes rutes metabòliques s'entrecreuen i existeixen alguns metabòlits que són creuaments metabòlics importants, com ara l'acetil coenzim-A.

## Tipus de rutes metabòliques
Habitualment es distingeixen tres tipus de rutes metabòliques:
- Rutes catabòliques: Són rutes oxidatives en què s'alliberen energia i poder reductor, i alhora se sintetitza ATP. Per exemple, la glucòlisi i la beta-oxidació. En conjunt, formen el catabolisme.
- Rutes anabòliques: Són rutes reductores en què es consumeixen energia (ATP) i poder reductor. Per exemple, la gluconeogènesi i el cicle de Calvin. En conjunt formen l'anabolisme.
- Rutes anfibòliques: Són rutes mixtes catabòliques i anabòliques, com ara el cicle de Krebs, que genera energia, poder reductor i precursors per la biosíntesi.